# Hüttenberger Reiftanz

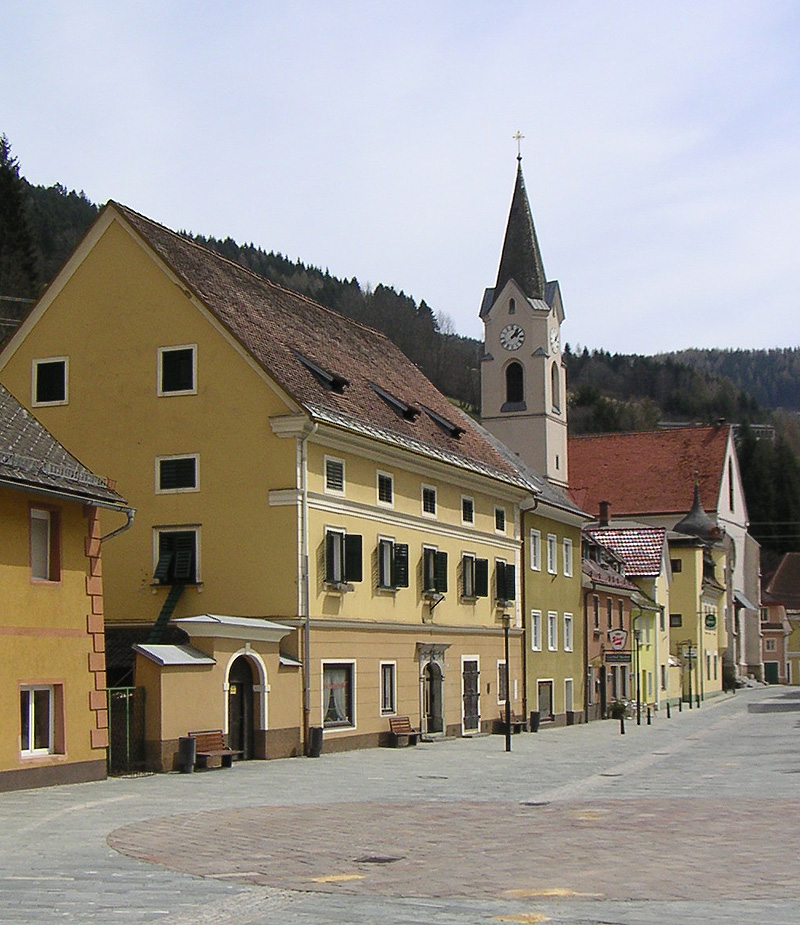
Ehemaliger Reiftanzplatz im Zentrum Hüttenbergs, Zustand 2005 mit spezieller Pflasterung

Der Hüttenberger Reiftanz ist ein Brauchtumstanz der Bergbauknappen, der alle drei Jahre am ersten Sonntag nach Pfingsten, dem Dreifaltigkeitssonntag oder Trinitatis, in Hüttenberg in Kärnten stattfindet. Dieser letzte vollständig überlieferte Männerkettentanz in Mitteleuropa wird von den Hüttenberger Knappen aufgeführt und hat wahrscheinlich seinen Ursprung im 15. Jahrhundert, die älteste urkundliche Erwähnung stammt aus dem Jahr 1608.
Die Hauptfiguren neben den 24 Reiftänzern sind die Reiftanzbraut als Sinnbild des Frühlings und zwei Narrengestalten, „Hans Obermoar“ und der „Schweifträger“. Zum Tanz werden drei verschiedene Melodien von der Bergkapelle Hüttenberg gespielt, die erste Melodie wiederholt sich 108-mal. An den fast zweistündigen Tanz angeschlossen ist das „Pritschen“, bei dem Hans Obermoar den Festgästen jeweils drei – zum Gaudium der Zuseher recht kräftige – Klatschenhiebe als Glücksbringer für die folgenden drei Jahre verpasst.
Die Tradition des Reiftanzes wird im frei zugänglichen Schaubergwerk Knappenberg umfassend dokumentiert.
Der letzte Reiftanz in Hüttenberg fand am 15. Juni 2025 statt.